# Min krop er min - en introduktion
|  | Denne artikel er oprettet af botten PalnaBot ud fra en ekstern database. Den kan derfor have sproglige fejl eller mangler. Denne skabelon kan fjernes efter kontrol af indholdet. |

Min krop er min - en introduktion er en undervisningsfilm fra 1992 instrueret af René Bo Hansen efter manuskript af René Bo Hansen.

## Handling
En introduktion til undervisningsfilmen »Min krop er min« i 3 dele - henvendt til voksne og anvendelig ved lærer- og forældremøder. I introduktionen bringes citater fra undervisningsvideoen, og der gives bud på, hvordan det samlede undervisningsmateriale - inklusive det skriftlige materiale, som Dansklærerforeningen har udgivet - kan bruges.